# Aspila obscura
Aspila obscura är en fjärilsart som beskrevs av Barend J. Lempke 1941. Aspila obscura ingår i släktet Aspila och familjen nattflyn. Inga underarter finns listade i Catalogue of Life.